# 鬚海龍屬
鬚海龍屬，為輻鰭魚綱棘背魚目海龍科的其中一屬。

## 下属物种
- 毛鬚海龍（Urocampus carinirostris）
- 帶紋鬚海龍（Urocampus nanus）